# Вестхоп (Северна Дакота)
Вестхоп (енгл. Westhope) град је у америчкој савезној држави Северна Дакота.

## Демографија
По попису из 2010. године број становника је 429, што је 104 (-19,5%) становника мање него 2000. године.
| Група             | 2000.       | 2010.       |
| Белци             | 524 (98,3%) | 407 (94,9%) |
| Афроамериканци    | 0 (0,0%)    | 0 (0,0%)    |
| Азијати           | 0 (0,0%)    | 1 (0,2%)    |
| Хиспаноамериканци | 0 (0,0%)    | 2 (0,5%)    |
| Укупно            | 533         | 429         |